# 28 شعبان
- السبت
- الأحد
- الاثنين
- الثلاثاء
- الأربعاء
- الخميس
- الجمعة

- 2525 يناير 2025
- 2626 يناير 2025
- 2727 يناير 2025
- 2828 يناير 2025
- 2929 يناير 2025
- 3030 يناير 2025
- 131 يناير 2025
- 21 فبراير 2025
- 32 فبراير 2025
- 43 فبراير 2025
- 54 فبراير 2025
- 65 فبراير 2025
- 76 فبراير 2025
- 87 فبراير 2025
- 98 فبراير 2025
- 109 فبراير 2025
- 1110 فبراير 2025
- 1211 فبراير 2025
- 1312 فبراير 2025
- 1413 فبراير 2025
- 1514 فبراير 2025
- 1615 فبراير 2025
- 1716 فبراير 2025
- 1817 فبراير 2025
- 1918 فبراير 2025
- 2019 فبراير 2025
- 2120 فبراير 2025
- 2221 فبراير 2025
- 2322 فبراير 2025
- 2423 فبراير 2025
- 2524 فبراير 2025
- 2625 فبراير 2025
- 2726 فبراير 2025
- 2827 فبراير 2025
- 2928 فبراير 2025

28 شعبان أو 28 شعبان المُعَظّم أو يوم 28 \ 8 (اليوم الثامن والعشرون من الشهر الثامن) هو اليوم الخامس والثلاثون بعد المائتين (235) من أيَّام السنة (أو السادس والثلاثون بعد المائتين لو كان شهر جمادى الآخرة مُتممًا لليوم الثلاثين أو السابع والثلاثون بعد المائتين لو أتم كلاً من صفر وربيع الآخر وجمادى الآخرة ثلاثين يوماً) وفق التقويم الهجري القمري (العربي). يبقى بعده 119 أو 120 يومًا لانتهاء السنة.

## أحداث
- 1057 هـ - الأسطول العثماني بقيادة المشير عمار زاده محمد باشا ينتصر على البنادقة في معركة «أيبسارا» البحرية أثناء فتح العثمانيين لجزيرة كريت الواقعة في البحر المتوسط.
- 1098 هـ - الجيش العثماني يهزم «جيش الاتفاق» الذي كونته أوروبا لحرب الدولة العثمانية في معركة «أوساك» قرب المجر.
- 1214 هـ - توقيع اتفاقية العريش بين الجنرال كليبر والعثمانيين بخصوص جلاء الفرنسيين عن مصر.
- 1298 هـ - الفرنسيون يحتلون مدينة قابس التونسية بعد استسلام المجاهدين ومقتل المجاهد الحاج الجيلاني، وهو ما مكّن الفرنسيين من السيطرة على تونس.
- 1343 هـ - الملك فؤاد يحل مجلس النواب بعد 9 ساعات من انتخابه سعد زغلول رئيسًا.
- 1346 هـ - اعتراف بريطانيا باستقلال شرق الأردن، واحتفظت لنفسها بالإشراف العسكري، وبعض الإشراف المالي. والمعروف أن هذا القسم كان تحت حكم الأمير عبد الله بن حسين بن شريف مكة.
- 1382 هـ - اختفاء الدبلوماسي البريطاني السابق وأحد كبار مسؤولي الإستخبارات البريطانية مي- 5 كيم فيلبي فجأة في بيروت. وفيما بعد عرف أن فيلبي موجود في موسكو، وأنه يعمل من سنين لحساب المخابرات السوفيتية. إلا أن تفاصيل فراره لم تعرف إلا بعد سنوات طويلة. واتضح أن رجل الإستخبارات نقل على متن سفينة سوفيتية وليس في صندوق سيارة عبر دمشق كما كان الشائع سابقاً.
- 1383 هـ -
  - القاهرة تستضيف مؤتمر القمة العربي الأول والذي إستغرق أربعة أيام والذي تم بدعوة من الرئيس المصري جمال عبد الناصر لبحث التحركات الإسرائيلية على الجبهة السورية.
  - أعمال شغب ضد المسلمين في كلكتا بالهند أدت إلى مقتل 100 شخص.
- 1384 هـ - صدور البيان الأول لحركة فتح الفلسطينية وبداية الثورة المسلحة.
- 1387 هـ - استقلال اليمن الجنوبي برئاسة قحطان محمد الشعبي.
- 1411 هـ - أمير دولة الكويت الشيخ جابر الأحمد الصباح يعود إلى الكويت بعد غياب استمر حوالي سبعة شهور بسبب الغزو العراقي للكويت، وقد غصت الشوارع بالمستقبلين.
- 1412 هـ - انضمام أرمينيا وأذربيجان وكازاخستان وقيرغيزستان ومولدوفا وسان مارينو وطاجيكستان وتركمانستان وأوزبكستان إلى الأمم المتحدة.
- 1422 هـ - قوات تحالف الشمال تسيطر على العاصمة الأفغانية كابل.
- 1428 هـ - رئيس وزراء باكستان السابق نواز شريف يعود إلى باكستان بعد سبع سنوات في المنفى.
- 1430 هـ - تفجيرات في بغداد تستهدف منشآت حكومية وأخرى خاصة أسفرت عن مقتل 95 شخصًا وإصابة 565 آخرين.
- 1433 هـ - تفجير مبنى الأمن القومي السوري يؤدي إلى مقتل وزير الدفاع العماد داود راجحة ونائب الوزير آصف شوكت.

## مواليد
- 1348 هـ - عبد الله غيث، ممثل مصري.
- 1352 هـ - غريغوريوس الثالث لحام، بطريرك كنيسة الروم الملكيين الكاثوليك.
- 1354 هـ - خليفة بن سلمان آل خليفة، رئيس وزراء البحرين.
- 1379 هـ - جمال منصور، قيادي في حركة حماس.
- 1383 هـ -
  - محمد العبد الجادر، سياسي وأكاديمي كويتي.
  - تيجاني بابانغيدا، لاعب كرة قدم نيجيري.
- 1387 هـ - سعاد سلمان، ممثلة عراقية تعمل في الكويت.
- 1389 هـ - زهرة عرفات، ممثلة بحرينية.
- 1394 هـ - سعيد مظفري زاده، حكم كرة قدم إيراني.
- 1403 هـ -
  - بثينة الرئيسي، ممثلة عمانية.
  - فراس الخطيب، لاعب كرة قدم سوري.

## وفيات
- 20 هـ - أسيد بن حضير الأوسي، صحابي من الأنصار.
- 456 هـ - ابن حزم الأندلسي، إمام من أئمة الإسلام وهو أشهر علماء الظاهرية.
- 902 هـ - شمس الدين السخاوي، إمام حافظ في التفسير والحديث والتاريخ.
- 1332 هـ - جرجي زيدان، أديب ومؤرخ لبناني.
- 1380 هـ - زكريا أحمد، ملحن مصري.
- 1388 هـ - إبراهيم بور داوود، حقوقي، مترجم، لغوي، أكاديمي وشاعر إيراني.
- 1391 هـ - فؤاد جميل، أكاديمي ومترجم وباحث عراقي.
- 1408 هـ
  - عبد السلام محمد هارون، عالم محقق مصري.
  - خليل الوزير، سياسي وعسكري فلسطيني لاجئ وأحد مؤسسي حركة فتح وجناحها المسلح (العاصفة).
- 1431 هـ - أحمد البغدادي، مفكر وأكاديمي كويتي.
- 1433 هـ -
  - داود راجحة، وزير الدفاع السوري.
  - آصف شوكت، نائب وزير الدفاع السوري.
  - حسن توركماني، معاون نائب وزير الدفاع السوري.
  - حافظ مخلوف، عسكري سوري.
- 1435 هـ - مريم فخر الدين، ممثلة مصرية.
- 1441 هـ - عبد الرحيم الكيب، سياسي ليبي.

## وصلات خارجية
- موقع قصة الإسلام: حدث في شهر شعبان.